# Slikarska šola reke Hudson
Šola reke Hudson (Hudson River School) je bila ameriško umetnostno gibanje iz sredine 19. stoletja, ki ga je poosebljala skupina krajinskih slikarjev, katerih estetska vizija je bila pod vplivom romantike. Slike, po katerih je gibanje dobilo ime, prikazujejo dolino reke Hudson in okolico, vključno z Catskill, Adirondack in White Mountains; sčasoma se je snov v delih druge generacije umetnikov, povezanih s to šolo, razširila, tako da je vključevala še druga prizorišča v Novi Angliji, Maritimesu, na ameriškem Zahodu in v Južni Ameriki.

## Splošen pregled
Niti začetnik izraza Šola reke Hudson (Hudson River School)  niti njegova prvič objavljena uporaba nista z gotovostjo določena. Velja, da izraz izvira od umetnostnega kritika pri New York Tribuneu Clarencea Cooka ali od krajinskega slikarja Homerja Dodgea Martina. Kot je bil prvotno uporabljen, je bil izraz mišljen zaničljivo, ker so tako označena dela izgubila naklonjenost, potem ko je pleneristična slikarska šola Barbizon prišla v modo med ameriškimi pokrovitelji in zbiratelji.
Slike šole reke Hudson odražajo tri ameriške teme v 19. stoletju: odkrivanje, raziskovanje in naseljevanje. Slike prikazujejo tudi ameriško pokrajino kot pastoralno okolje, kjer  v miru sobivajo ljudje in narava . Pokrajine odlikuje realistična, podrobna in včasih idealizirana upodobitev narave, in pogosto postavljajo drugo ob drugo mirno kmečko deželo in preostalo divjino, ki je hitro izginjala iz doline reke Hudson prav v času, ko je postajala cenjena zaradi svoje razgibanosti in sublimnosti. Na splošno so umetniki slikarske šole reke Hudson verjeli, da je narava v obliki ameriške pokrajine neizrekljiva manifestacija Boga, čeprav so se umetniki razlikovali po globini njihovega verskega prepričanja. Za navdih so si jemali takšne evropske mojstre kot so Claude Lorrain, John Constable in Joseph Mallord William Turner. Svojo spoštovanje do naravne lepote Amerike so delil s sodobnimi ameriškimi pisatelji kot sta Henry David Thoreau in Ralph Waldo Emerson. Več slikarjev, kot na primer Albert Bierstadt, so bili člani Düsseldorfske šole slikarstva, drugi so se izobraževali pri nemškem slikarju Paulu Weberju.
Medtem ko so bili objekti na slikah realistično podani, so bili mnogi prizori sestavljeni kot sinteza več prizorov ali naravnih podob, ki so jih opazovali umetniki. Pri zbiranju vizualnih podatkov za svoje slike so umetniki potovali na nenavadna in ekstremna področja, ki na splošno niso nudila pogojev, ki bi omogočili daljše slikanje na mestu samem. Med temi odpravami so si umetniki zabeležili skice in spomine in se vrnili v svoj studio, da bi tam pozneje napravilii končna dela .

## Ustanovitelj
Umetnika Thomasa Colea se na splošno priznava za ustanovitelja slikarske šole reke Hudson. Cole je odplul s parnikom navzgor po reki Hudson v jeseni leta 1825, istega leta kot se je odprl kanal Erie, in se ustavil najprej pri West Pointu, nato ob pristajališču v Catskillu. Odpravil se je na zahod visoko v vzhodne Catskill-ske gore v državi New York, da bi naslikal prve krajinske slike tega območja. Prva ocena njegovega dela se je pojavila v New York Evening Postu 22. novembra, 1825. V tem času so se edinole Coleu, po rodu Angležu, ki je bil rojen v pokrajini, kjer so bili jesenski odtenki rjave in rumene barve, zdele briljantne jesenske nianse na tem območju inspirativne. Coleov tesen prijatelj, Asher Durand, je postal prav tako pomembna osebnost te slikarske šole, še posebej ko je upadel posel tiskanja bankovcev  v finančni paniki leta 1837.

## Druga generacija
Druga generacija umetnikov šole reke Hudson je prišla v ospredje po prezgodnji Coleovi smrti leta 1848; med njene člane štejejo Coleov prvorazredni učenec Frederic Edwin Church, John Frederick Kensett in Sanford Robinson Gifford. Dela umetnikov te druge generacije so pogosto opisana kot primeri luminizma (slog v ameriškem krajinskem slikarstvu iz srede 19. stoletja, ki se je opiral na svetlobne učinke). Poleg ukvarjanja s svojo umetnostjo so bili mnogi umetniki, vključno Kensett, Gifford in Church, med ustanovitelji muzeja Metropolitanski muzej umetnosti v New Yorku.
Večina najboljših del te šole je bilo naslikanih med 1855 in 1875. V tem času so bili umetniki kot so Frederic Edwin Church in Albert Bierstadt slavne osebnosti. Oba sta bila pod vplivom Düsseldorfske slikarske šole in Bierstadt je v tem mestu celo več let študiral . Ko je Church razstavljal slike kot Niagara ali Ledene gore na severu, se je na tisoče ljudi zvrstilo okrog poslopja in plačalo petdeset centov na osebo, da bi si ogledalo eno samo delo. Epska velikost pokrajin na teh slikah, brez primere v predhodnem ameriškem slikarstvu, je spomnjala Američane na prostrana, neukročena, a veličastna območja divjine v njihovi deželi. Takšna dela so nastajala v času poseljevanja ameriškega Zahoda, ohranjanja nacionalnih parkov ter vzpostavitve zelenih mestnih parkov.

## Zbirke
Javne zbirke
Ena od največjih zbirk slik umetnikov šole reke Hudson je v Wadsworth Atheneum v Hartfordu, Connecticut. Nekatere od najbolj pomembnih del v zbirki Atheneum so 13 krajin Thomas Colea, in 11 Frederica Edwina Churcha, po rodu iz Hartforda; oba sta bila osebna prijatelja ustanovitelja muzeja, Daniela Wadswortha.
Druge zbirke
| - Albany Institute of History & Art in Albany, New York - Berkshire Museum in Pittsfield, MA - Brooklyn Museum in Brooklyn, NY - Corcoran Gallery of Art, in Washington, DC - Crystal Bridges Museum, in Bentonville, AR - Detroit Institute of Arts in Detroit, MI - Fenimore Art Museum in Cooperstown, NY - Frances Lehman Loeb Art Center, in Poughkeepsie, NY - Fruitlands Museum in Harvard, MA - Gilcrease Museum in Tulsa, OK - Hudson River Museum in Yonkers, NY | - Mabee-Gerrer Museum of Art in Shawnee, OK - Metropolitan Museum of Art, in Manhattan, NY - Museum of White Mountain Art at Jackson, in NH - National Gallery of Art in Washington, DC - Newark Museum in Newark, NJ - Newington-Cropsey Foundation in Hastings-on-Hudson, NY - New-York Historical Society, in Manhattan, NY - Olana State Historic Site, in Hudson, NY - Westervelt Warner Museum of American Art, in Tuscaloosa, AL - Thyssen-Bornemisza Museum, in Madrid, Spain. - The Heckscher Museum of Art, in Huntington, NY |

## Znani umetniki
| - Albert Bierstadt - John William Casilear - Frederic Edwin Church - Thomas Cole - Samuel Colman - Jasper Francis Cropsey - Thomas Doughty - Robert Duncanson | - Asher Brown Durand - Sanford Robinson Gifford - James McDougal Hart - William Hart - William Stanley Haseltine - Martin Johnson Heade - Hermann Ottomar Herzog | - Thomas Hill - David Johnson - John Frederick Kensett - Jervis McEntee - Thomas Moran - Robert Walter Weir - Worthington Whittredge |

## Primeri slik
- Thomas Cole, The Oxbow, Pogled iz Mount Holyoke, Northampton, Massachusetts, po nevihti, 1836, The Metropolitan Museum of Art
- Thomas Cole, Pogled na dve jezeri in gorsko hišo, Catskill Mountains, Jutro, Brooklyn Museum of Art
- Frederic Edwin Church,Niagarski slapovi, 1857 Corcoran Gallery of Art, Washington, DC.
- Asher Brown Durand, The Catskills
- John Frederick Kensett, Mount Washington
- Albert Bierstadt, Med gorami Sierra Nevade, 1868, Smithsonian American Art Museum, Washington, DC.
- Albert Bierstadt: Vihar v Rocky Mountains, Mount Rosalie (1866)